# Lorik Cana
Lorik Agim Cana (Pristina, 27 de julho de 1983) é um ex-futebolista albanês que atuava como volante.

## Carreira

### Paris Saint-Germain
Quando tinha dezesseis anos, Cana foi convidado para jogar pelo Arsenal, mas seu visto foi negado. Então ele permaneceu no Paris Saint-Germain, onde jogou profissionalmente de 2002 a 2005. Cana ganhou o título da Copa da França com a equipe. Pelos Les Parisiens, Cana fez 81 partidas e marcou 2 gols.

### Olympique de Marseille
Na temporada 2005-06, Cana foi jogar pelo Olympique de Marseille. Ele permaneceu entre os titulares nas 4 temporadas em que jogou pela equipe. Ele se tornou capitão da equipe quando o jogador Habib Beye foi para o Newcastle United, em 2007. 

### Sunderland
Cana se juntou ao Sunderland em 24 de julho de 2009 por uma taxa de 5 milhões de libras. Ele foi promovido a capitão da equipe pelo técnico Steve Bruce, embora Bruce mais tarde declarou que o capitão ainda não havia sido escolhido. Em 15 de agosto, Cana fez sua estreia pelo Sunderland e contribui com o impressionante desempenho da equipe na vitória contra o Bolton Wanderers por 1 a 0. Ele também fez boas partidas contra o Chelsea e o Blackburn Rovers tornando-se ídolo da equipe. Ele foi nomeado capitão do Sunderland em 3 de setembro de 2009. Ele se apresentou regularmente no campo, jogando mais de 30 jogos na temporada que ficou na equipe. 

### Galatasaray
Cana juntou-se ao Galatasaray em 8 de julho de 2010, por uma taxa em torno de 5,5 milhões de euros.

### Lazio
Em 3 de julho de 2011, após apenas uma temporada na Turquia, Cana foi negociado com a Lazio, como parte da negociação do goleiro Fernando Muslera, que foi para o Galatasaray.

## Carreira internacional
Cana nasceu no Kosovo. Joga pela Albânia, terra de suas raízes étnicas. Cana recebeu um convite para jogar pela Seleção Albanesa da Associação de Futebol da Albânia em 2003. Cana fez 91 partidas pela Seleção Albanesa, marcando 1 gol.

## Vida pessoal
Lorik é filho do aposentado Agim Cana. Ele é embaixador da ONU contra a pobreza. 

## Estatísticas

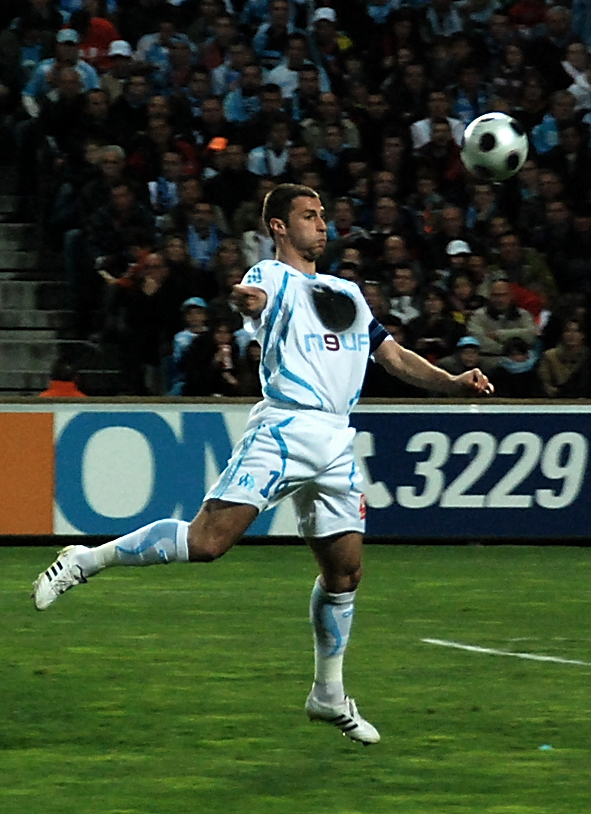
Cana atuando pelo Olympique de Marseille.

Atualizado até 8 de julho de 2010. 

### Clubes
| Clube               | Temporada         | Liga  | Liga | Copa  | Copa | Copa da Liga | Copa da Liga | Europea | Europea | Total | Total |
| Clube               | Temporada         | Jogos | Gols | Jogos | Gols | Jogos        | Gols         | Jogos   | Gols    | Jogos | Gols  |
| ------------------- | ----------------- | ----- | ---- | ----- | ---- | ------------ | ------------ | ------- | ------- | ----- | ----- |
| Paris Saint-Germain | 2002–03           | 3     | 0    | -     | -    | -            | -            | -       | -       | 3     | 0     |
| Paris Saint-Germain | 2003–04           | 32    | 1    | -     | -    | -            | -            | -       | -       | 32    | 1     |
| Paris Saint-Germain | 2004–05           | 32    | 1    | -     | -    | -            | -            | 6       | 0       | 38    | 1     |
| Paris Saint-Germain | 2005–06           | 2     | 0    | -     | -    | -            | -            | -       | -       | 2     | 0     |
| Paris Saint-Germain | Total             | 69    | 2    | 0     | 0    | 0            | 0            | 6       | 0       | 75    | 2     |
| Marseille           | 2005–06           | 28    | 1    | -     | -    | -            | -            | 8       | 0       | 36    | 1     |
| Marseille           | 2006–07           | 33    | 2    | -     | -    | -            | -            | 5       | 0       | 38    | 2     |
| Marseille           | 2007–08           | 34    | 2    | -     | -    | -            | -            | 9       | 0       | 43    | 2     |
| Marseille           | 2008–09           | 27    | 1    | -     | -    | -            | -            | 3       | 1       | 30    | 2     |
| Marseille           | Total             | 122   | 6    | 0     | 0    | 0            | 0            | 25      | 1       | 147   | 7     |
| Sunderland          | 2009–10           | 31    | 0    | -     | -    | -            | -            | -       | -       | 31    | 0     |
| Sunderland          | Total             | 31    | 0    | 0     | 0    | 0            | 0            | 0       | 0       | 31    | 0     |
| Galatasaray         | 2010–11           | 0     | 0    | 0     | 0    | 0            | 0            | 0       | 0       | 0     | 0     |
| Galatasaray         | Total             | 0     | 0    | 0     | 0    | 0            | 0            | 0       | 0       | 0     | 0     |
| Total na Carreira   | Total na Carreira | 222   | 8    | 0     | 0    | 0            | 0            | 31      | 1       | 253   | 9     |

### Seleção Albanesa
| Seleção Nacional | Temporada | Jogos | Gols |
| ---------------- | --------- | ----- | ---- |
| Albania          | 2003      | 6     | 0    |
| Albania          | 2004      | 5     | 0    |
| Albania          | 2005      | 8     | 1    |
| Albania          | 2006      | 4     | 0    |
| Albania          | 2007      | 6     | 0    |
| Albania          | 2008      | 6     | 0    |
| Albania          | 2009      | 6     | 0    |
| Albania          | 2010      | 2     | 0    |
| Total            | Total     | 43    | 1    |

## Títulos
Paris Saint-Germain
- Copa da França: 2003-04

Lazio
- Coppa Italia: 2012-13

### Prêmios individuais
- Futebolista Albanês do Ano: 2004, 2005, 2009

## Ligações Externas
- Soccerbase.com
- OM.net
- LFP.fr